# Theo Parrish

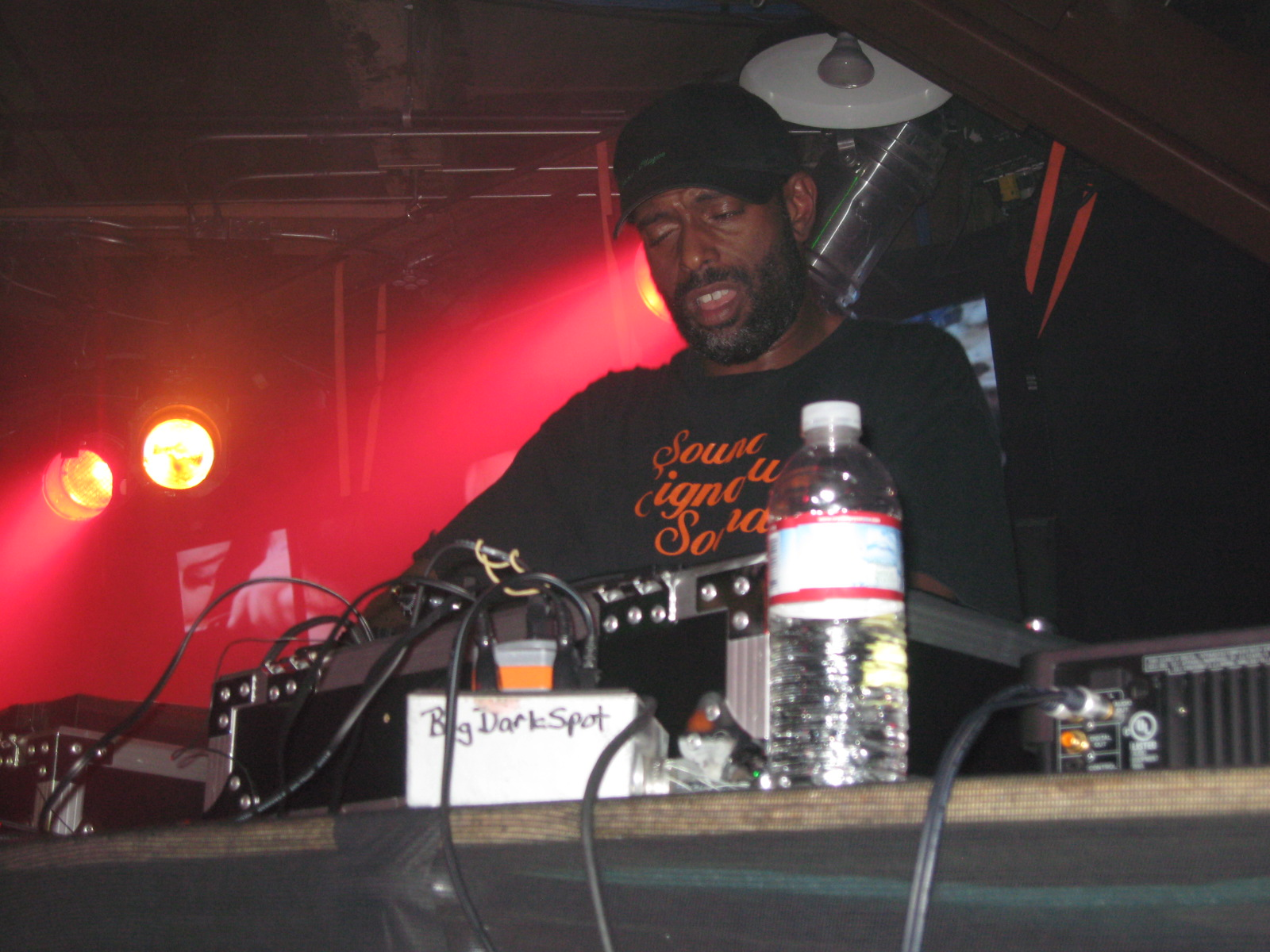
Theo Parrish (2010)

Theo Parrish (* 1972 in Washington, D.C.) ist ein US-amerikanischer House-Produzent sowie DJ, der in Detroit lebt und wirkt.

## Leben
Der in Washington D.C. geborene Parrish wuchs in Chicago auf. Als musikalische Einflüsse nennt er die Musik von Miles Davis, Stevie Wonder, Jimi Hendrix, Nina Simone, George Gershwin und Bob Marley. Der seit Mitte der 1980er Jahre populäre Chicago House ermutigte ihn 1986 zu ersten eigenen Produktionen und einer Tätigkeit als DJ. An der Universität von Kansas City absolvierte er ein Kunststudium. In seiner Abschlussarbeit beschäftigte er sich mit Klangskulpturen. Nach seinem Umzug nach Michigan im Jahr 1994 entstanden über eine Tätigkeit in einem Plattenvertrieb enge Kontakte zur Detroit-Techno-Szene. 
Neben zahlreichen Solo-Veröffentlichungen und Kollaborationen mit befreundeten House-Produzenten wie Moodymann, Marcellus Pittman, Rick Wilhite oder Omar S ist er Kopf des sechzehnköpfigen Musikerkollektivs The Rotating Assembly.

## Musik
Theo Parrishs Musik wird mehrheitlich dem Deep House zugeordnet und enthält starke Einflüsse aus Jazz, Soul und Funk. Viele Tracks beruhen auf dem Prinzip des Sampling alter Platten, aber auch auf den – oft mit markantem Offbeat programmierten – Rhythmen aus Drumcomputern.
Seine erste Veröffentlichung, „Lake Shore Drive“, erschien 1995 als B-Seite der Maxi-Single „Inspirations From A Small Black Church On The Eastside Of Detroit“ von Moodymann auf dessen Label KDJ. Es folgten zahlreiche Veröffentlichungen auf Peacefrog Records, Ubiquity Records sowie vor allem auf Parrishs eigenem, 1997 gegründeten Label Sound Signature. Gemeinsam mit Moodymann und Rick Wilhite (später auch mit Marcellus Pittman) veröffentlichte er seit 1997 mehrere Platten unter dem Projektnamen 3 Chairs, darunter das Album „Three Chairs 3“ aus dem Jahr 2004; unter dem Projektnamen T.O.M. Project arbeitete er mit Omar S. und Marcellus Pittman zusammen.
Aufmerksamkeit erregte der 2005 erschienene Carl-Craig-Remix seines Stücks „Falling Up“, der als einer der Clubhits des Jahres galt und in zahlreichen DJ-Charts vertreten war.

## Diskographie (Auswahl)

### Alben
- 1998: First Floor
- 2000: Parallel Dimensions
- 2000: Sound Signature Sounds
- 2007: Sound Sculptures Volume 1
- 2010: Sketches
- 2013: Black Jazz Signature
- 2014:  American Intelligence
- 2020: Wuddaji
- 2022: DJ-Kicks Detroit Forward

### Singles und EPs
- 1995: Moodymann / Theo Parrish – Inspirations From A Small Black Church On The Eastside Of Detroit
- 1996: Baby Steps EP
- 1997: Moonlight Music & You
- 1997: Musical Metaphors
- 1997: Rick Wilhite, Kenny Dixon Jr. & Theo Parrish Present Three Chairs – Three Chairs
- 1997: Smile EP
- 1997: Took Me All The Way Back
- 1997: When The Morning Comes
- 1998: Pieces Of A Paradox
- 1998: Roots Revisited
- 1998: When The Morning Comes
- 1999: Essential Selections (Vol. 1)
- 1999: Overyohead / Dance Of The Drunken Drums
- 1999: Summertime Is Here
- 2000: Expressive Angles
- 2000: Kenny Dixon Jr. / Theo Parrish – Lt 1 / Mustang 1
- 2000: That Day / How I Feel
- 2001: Dreamer's Blue / Lost Angel
- 2001: I Can Take It
- 2001: Instant Insanity
- 2001: Lights Down Low
- 2001: Location of Lost Colors
- 2001: Segments From The Fifth Wheel
- 2001: Leron Carson / Theo Parrish – The 1987 EP
- 2001: You Forgot / Dirt Rhodes
- 2002: Theo Parrish & Marsellus Pittman – Essential Selections Vol. 2
- 2002: Solitary Flight
- 2002: Sun Ra - Saga Of Resistance
- 2003: Natural Aspirations (Vinyl Versions Part 1)
- 2004: The Twin Cities EP
- 2005: Capritarious #7
- 2005: Detroit Beatdown Remixes 1:2 – Falling Up (Carl Craig Remix)
- 2005: Levels
- 2007: Children Of The Drum / I Am These Roots
- 2008: Chemistry / Untitled One
- 2008: Goin' Downstairs Part 1 / Goin' Downstairs Part 2
- 2008: Love Triumphant / Space Bumbps
- 2009: Space Station / Going Through Changes
- 2010: Monster Mashup: Dope Jams Hallowe'en 2010
- 2010: Something About Detroit
- 2010: Theo Parrish feat. IG Culture – Traffic
- 2010: Theo Parrish / Isoul8 & Mark De Clive-Lowe – Stop Bajon
- 2011: Feel Free To Be Who You Need To Be
- 2011: S.T.F.U.
- 2011: Feel Free To Be Who You Need To Be
- 2012: Any Other Styles
- 2012: Theo Parrish / Pirahnahead / Craig Huckaby – Black Music
- 2012: Hand Made
- 2013: Theo Parrish / Tony Allen – Day Like This / Feel Loved
- 2013: Original Versions
- 2013: Dance of the Medusa
- 2014: Footwork
- 2014: 71st & Exchange Used to Be
- 2016: Gentrified Love Part 1
- 2016: Theo Parrish, Waajeed, Duminie DePorres – Gentrified Love Part 2
- 2018: Preacher's Comin
- 2020: Special Versions
- 2021: Smile
- 2021: In Motion
- 2022: Theo Parrish feat. M. Pittman – Ooh Bass
- 2022: It's Out of Your Control
- 2022: Weirdo
- 2022: Cornbread & Cowrie Shells for Bertha